# Tunggurono
Tunggurono is een bestuurslaag in het regentschap Binjai van de provincie Noord-Sumatra, Indonesië. Tunggurono telt 8591 inwoners (volkstelling 2010).